# 1912 في أستراليا
فيما يلي قوائم الأحداث التي وقعت خلال عام 1912 في أستراليا.

## سياسة

### انتهاء فترة المنصب
- 17 فبراير – بيل ديني Attorney-General of South Australia [الإنجليزية]‏.

## رياضة
- 1 يناير – البطولات الأسترالاسية 1912

## مواليد

### يناير
- 15 يناير – هوراس ليندروم لاعب سنوكر أسترالي.

### أبريل
- 20 أبريل – ليونارد كوك ملاكم أسترالي.

### مايو
- 28 مايو – روبي باين سكوت

### يونيو
- 6 يونيو – جوان هارتيجان لاعبة كرة مضرب أسترالية.